# Babiana
Babiana (Babiana Ker Gawl.) – rodzaj wieloletnich roślin należący do rodziny kosaćcowatych. Należy do niego ok. 80 gatunków roślin występujących w południowej Afryce. Nazwa łacińska pochodzi z niderlandzkiego słowa babianer, odnoszącego się do pawiana, którego przysmakiem są bulwy tej rośliny. Gatunkiem typowym jest Babiana plicata (Ker Gawl.).

## Morfologia
PokrójRośliny o wysokości do 30 cm z kulistymi bulwami we włóknistej osłonie.
LiścieProste, lancetowate. Na ogół owłosione. Użyłkowane równolegle.
KwiatyObupłciowe. Okwiat sześciolistkowy, promienisty lub grzbiecisty, biały do fioletowoniebieskiego.

## Systematyka
SynonimyAcaste (Salisb.), Anaclanthe (N.E.Br.)
Pozycja systematyczna według Angiosperm Phylogeny Website (aktualizowany system APG III z 2009)
Jeden z 28 rodzajów podrodziny Crocoideae G. T. Burnett w obrębie kosaćcowatych (Iridaceae) należących do rzędu szparagowców (Asparagales) w obrębie jednoliściennych.
Gatunki
- Babiana ambigua (Roem. & Schult.) G.J.Lewis
- Babiana angustifolia Sweet
- Babiana arenicola Goldblatt & J.C.Manning
- Babiana attenuata G.J.Lewis
- Babiana auriculata G.J.Lewis
- Babiana bainesii Baker
- Babiana blanda (L.Bolus) G.J.Lewis
- Babiana brachystachys (Baker) G.J.Lewis
- Babiana carminea J.C.Manning & Goldblatt
- Babiana cedarbergensis G.J.Lewis
- Babiana cinnamomea J.C.Manning & Goldblatt
- Babiana confusa (G.J.Lewis) Goldblatt & J.C.Manning
- Babiana crispa G.J.Lewis
- Babiana cuneata J.C.Manning & Goldblatt
- Babiana curviscapa G.J.Lewis.
- Babiana dregei Baker
- Babiana ecklonii Klatt
- Babiana engysiphon J.C.Manning & Goldblatt
- Babiana fimbriata (Klatt) Baker
- Babiana flabellifolia Harv. ex Klatt
- Babiana foliosa G.J.Lewis
- Babiana fourcadei G.J.Lewis
- Babiana fragrans (Jacq.) Steud.
- Babiana framesii L.Bolus
- Babiana gariepensis Goldblatt & J.C.Manning
- Babiana geniculata G.J.Lewis
- Babiana grandiflora Goldblatt & J.C.Manning
- Babiana hirsuta (Lam.) Goldblatt & J.C.Manning
- Babiana horizontalis G.J.Lewis
- Babiana hypogea Burch.
- Babiana inclinata Goldblatt & J.C.Manning
- Babiana karooica Goldblatt & J.C.Manning
- Babiana lanata Goldblatt & J.C.Manning
- Babiana lapeirousioides Goldblatt & J.C.Manning
- Babiana latifolia L.Bolus
- Babiana leipoldtii G.J.Lewis
- Babiana lewisiana B.Nord.
- Babiana lineolata Klatt
- Babiana lobata G.J.Lewis
- Babiana longicollis Dinter
- Babiana melanops Goldblatt & J.C.Manning
- Babiana minuta G.J.Lewis
- Babiana montana G.J.Lewis
- Babiana mucronata (Jacq.) Ker Gawl..
  - Babiana mucronata subsp. minor (G.J.Lewis) Goldblatt & J.C.Manning
  - Babiana mucronata subsp. mucronata
- Babiana namaquensis Baker
- Babiana nana (Andrews) Spreng.
  - Babiana nana subsp. maculata (Klatt) Goldblatt & J.C.Manning
  - Babiana nana subsp. nana
- Babiana noctiflora J.C.Manning & Goldblatt
- Babiana odorata L.Bolus
- Babiana papyracea Goldblatt & J.C.Manning
- Babiana patersoniae L.Bolus
- Babiana patula N.E.Br.
- Babiana pauciflora G.J.Lewis
- Babiana petiolata Goldblatt & J.C.Manning
- Babiana pilosa G.J.Lewis
- Babiana planifolia (G.J.Lewis) Goldblatt & J.C.Manning
- Babiana praemorsa Goldblatt & J.C.Manning
- Babiana pubescens (Lam.) G.J.Lewis
- Babiana purpurea (Jacq.) Ker Gawl.
- Babiana pygmaea (Burm.f.) Baker
- Babiana radiata Goldblatt & J.C.Manning
- Babiana regia (G.J.Lewis) Goldblatt & J.C.Manning
- Babiana rigidifolia Goldblatt & J.C.Manning
- Babiana ringens (L.) Ker Gawl.
- Babiana rubella Goldblatt & J.C.Manning
- Babiana rubrocyanea (Jacq.) Ker Gawl.
- Babiana salteri G.J.Lewis
- Babiana sambucina (Jacq.) Ker Gawl.
  - Babiana sambucina subsp. longibracteata (G.J.Lewis) Goldblatt & J.C.Manning
  - Babiana sambucina subsp. sambucina
- Babiana scabrifolia Brehmer ex Klatt
- Babiana scariosa G.J.Lewis
- Babiana secunda (Thunb.) Ker Gawl.
- Babiana sinuata G.J.Lewis
- Babiana spathacea (L.f.) Ker Gawl.
- Babiana spiralis Baker
- Babiana stenomera Schltr.
- Babiana striata (Jacq.) G.J.Lewis
- Babiana stricta (Aiton) Ker Gawl.
- Babiana symmetrantha Goldblatt & J.C.Manning
- Babiana tanquana J.C.Manning & Goldblatt
- Babiana torta G.J.Lewis
- Babiana toximontana J.C.Manning & Goldblatt
- Babiana tritonioides G.J.Lewis
- Babiana tubaeformis Goldblatt & J.C.Manning
- Babiana tubiflora (L.f.) Ker Gawl.
- Babiana tubulosa (Burm.f.) Ker Gawl.
- Babiana unguiculata G.J.Lewis
- Babiana vanzijliae L.Bolus
- Babiana villosa (Aiton) Ker Gawl.
- Babiana villosula (J.F.Gmel.) Ker Gawl. ex Steud.
- Babiana virescens Goldblatt & J.C.Manning
- Babiana virginea Goldblatt

Mieszaniec
- Babiana × lata G.J.Lewis - Babiana blanda × Babiana villosula

## Zastosowanie
- Niektóre odmiany Babiana stricta uprawiane są jako rośliny ozdobne.
- Bulwy Babiana są jadalne.